# Нижні Млини
Нижні Млини́ — село в Україні, у Щербанівській сільській громаді Полтавського району Полтавської області. Населення становить 697 осіб. До 2017 орган місцевого самоврядування — Щербанівська сільська рада.

## Географія
Село розташоване на правому березі Ворскли нижче за течією від впадіння в неї Коломаку. В дельті Коломаку річки утворюють лиман зі старицями і заболоченими озерами. Села оточене сосновим лісом.
Вище за течією Ворскли — місто Полтава, нижче за течією — село Гора. Північніше села проходить автошлях Київ—Полтава—Харків (автотраса E40М03). Відстань до Полтави — 1,5 км (автошляхами до центра міста близько 8 км). Висота над рівнем моря — 85 м.

## Історія
В цій місцевості люди мешкали з давна. Поблизу села виявлені поселення ще скіфського періоду (V-III століття до н. е.).
Село Нижні Млини, а точніше хутір Млини, був започаткований, імовірно, наприкінці XVI — початку XVII століття.
Козаки та селяни Нових Млинів брали участь у Визвольній війні 1648—1657 років під проводом Богдана Хмельницького, соціальних заворушеннях, які відбувалися на території Полтавського полку протягом XVII століття, повстанні 1657—1658 років під проводом Мартина Пушкаря. Після невдалого виступу Пушкаря проти гетьмана Івана Виговського Полтаву спалили, а її околиці, у тому числі і Нові Млини, спустошили татари. Але у наступному році хутір відбудувався.
З часом хутір Млини розрісся до у села. Із протоколу справи Гапки Шмиглівної та Охріма Ковалчика, який був занесений у актові книги Полтавського городового уряду 19 серпня 1671 року, відомо, що Млини на той час були вже селом, у якому мешкали «многие особы». Цей статус поселення підтверджується також іншим документом — універсалом від 9 березня 1679 року, яким гетьман Іван Самойлович пожалував на ранг село Млини полтавському полковникові Прокопу Левенцю за відвагу в Чигиринських походах. З того часу, як Нові Млини перейшли у власність Левенців, вони стали відомими. Чимало козацьких і посполитих сімей намагалися поставити своє дворище саме тут у гарному місці, бо річка і луки поруч, і до полкової Полтави рукою подати.
Козаки Нижніх Млинів у складі Другої полкової сотні брали участь у всіх збройних акціях кінця XVII століття: Чигиринських походах 1677—1678 років, Кримських походах 1687 і 1689 років, Азовських походах 1695 і 1696 років. Жителі села брали активну участь в обороні Полтавської фортеці та бойових діях Північної війни 1708—1709 років.
21 листопада 1704 р. Гетьман Іван Мазепа надав полтавському полковникові Іванові Левенцеві с. Нижні Млини.
На початку XVIII століття село мало досить значні розміри — у ньому налічувалось 100 козацьких та селянських дворів. Землі, на яких виникло поселення, перебували у віданні Другої полкової сотні Полтавського полку. Окрім військової служби козаки та їхні родини займалися сільським господарством, вирощували на продаж тютюн, мали пасіки, ловили рибу, ткали полотна, мірошникували. Податок від продажу тютюну сплачувався до гетьманської скарбниці у розмірі однієї гривні на рік. Великого поширення набуло бджільництво. Власні пасіки тримали 62 жителі села. В козацьких господарствах було 964 вулики. Найбільшими їх власниками були настоятелі нижньомлинської церкви отці Василь і Зіновій.
Протягом XIX століття Нижні Млини було власницьким, казенним та козацьким селом. У 1876 році в селі відкрилося земське початкове училище. Розміщувалося воно в будинку сільської громади. На утримання училища щороку виділялося 390 карбованців від земства і 80 карбованців від громади. Спочатку в ньому навчалося 40 учнів — 37 хлопчиків та 3 дівчаток. Навчальні предмети викладала Ірина Матвіївна Гадзинська — випускниця курсів Києво-Подільського духовного училища. Святого письма з 1889 року навчав настоятель Георгіївської церкви Іван Федорович Тарасевич.
Згідно з подвірно-господарським земським переписом 1910 року Нові Млини вже вважалися передмістям Полтави. В селі мешкало понад 630 душ. Серед чоловіків письменними було 40 %, а серед жінок лише — 10 %. У селі діяли велика кузня й турбінний млин. На ту пору тут мешкало чимало ремісничого люду: муляри, слюсарі, ковалі, чинбарі, візники.
В перші повоєнні роки тут діяла невелика гідроелектростанція.
В пам'ять про односельців, що загинули в роки Другої світової війни та про воїнів, що полягли на Полтавській землі в 1943 році, визволяючи село від німецько-нацистських загарбників в сквері на краю села встановлено пам'ятник.
12 червня 2020 року, відповідно до розпорядження Кабінету Міністрів України № 721-р «Про визначення адміністративних центрів та затвердження територій територіальних громад Полтавської області», село увійшло до складу Щербанівської сільської громади.
19 липня 2020 року, в результаті адміністративно - територіальної реформи та ліквідації Полтавського району(1925-2020), село увійшло до складу новоутвореного Полтавського району.

## Історичні пам'ятки
Храм святого Георгія Побєдоносця. Храм має цікаву та трагічну історію: перша Божественна Літургія в каплиці святого Юрія Змієборця в Нижніх Млинах була відслужена у 1648 році. Каплиця належала полтавському Хрестовоздвиженському монастирю і з'єднувалася з ним підземним ходом. Якраз із цього часу веде свою історію храм святого Георгія.
У 1784 році за клопотанням, і частково, на кошти полтавських громадян єпископа Ілларіона і поміщика, віце-губернатора Максима Балясного, поряд з каплицею була збудована дерев'яна церква (в 20-ті роки XX століття вона була перенесена в село Буланове і незабаром навмисне спалена). А у 1907 році місцеві дворяни подружжя Павло і Любов Бобровські збудували кам'яний храм і 6 травня, у день святкування святого Юрія (Георгія) Змієборця, його було освячено. Було відкрито церковно-приходську школу. З цього часу храм діючий. Першими священиками були Олександр Дамаскін, Климент Томашевський, Василь Жуковський та його син Федір.
В 1941 році німецькими окупантами в приміщенні храму була влаштована тюрма для радянських військовополонених, але вже 1943 року ними ж Храм було відкрито для Богослужіння. У 1961 році за рішенням радянської влади церква була закрита, а в Храмі розташовані бібліотека, клуб, кінозал.
У 1991 році напівзруйнована будівля храму була повернута для здійснення Богослужіння.

## Населення

### Мова
Розподіл населення за рідною мовою за даними перепису 2001 року:
| Мова            | Кількість | Відсоток |
| --------------- | --------- | -------- |
| українська      | 641       | 91.97%   |
| російська       | 55        | 7.89%    |
| інші/не вказали | 1         | 0.14%    |
| Усього          | 697       | 100%     |